# Maurice De Waele
Pour les articles homonymes, voir De Waele.

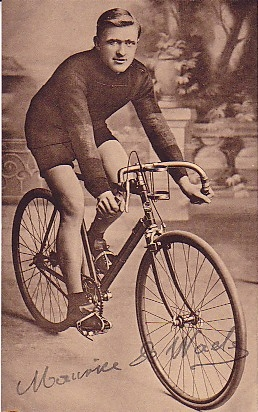
Maurice De Waele

Maurice De Waele est un coureur cycliste belge né le 27 décembre 1896 à Lovendegem, mort le 14 février 1952 à Maldeghem. Professionnel de 1922 à 1931, il a notamment remporté le Tour de France 1929. Malade, il remporte cette course grâce à l'aide des coureurs de son équipe, Alcyon-Dunlop, malgré l'interdiction de l'entraide par le règlement. Après cette édition, Henri Desgrange, directeur du Tour de France pour qui « on a fait gagner un cadavre », bouleverse l'organisation du Tour et le fait disputer par équipes nationales en 1930.

## Biographie
Maurice De Waele devient professionnel en individuel en septembre 1922. En 1923, il intègre l'équipe Wonder-Dunlop. Il remporte Rouen-Le Havre-Rouen et est deuxième de Paris-Bruxelles, du Grand Prix de l'Escaut, du championnat de Belgique sur route et troisième du championnat de Belgique de cyclo-cross. En 1924, il est vainqueur du Circuit des villes d'eaux d'Auvergne, du Grand Prix Alceida et d'une étape du Tour de Belgique et vice-champion de Belgique de cyclo-cross. En 1925, il est champion de Flandre-Orientale et deuxième du Tour de Belgique. En 1926, il gagne Paris-Menin et est deuxième de Paris-Saint-Étienne.
En juillet 1927, Maurice De Waele participe pour la première fois au Tour de France. Après une édition 1926 ennuyeuse, le directeur de la course Henri Desgrange essaye une nouvelle formule : lors des étapes de plaine, soit 16 des 24 étapes, les équipes partent séparément, de quart d'heure en quart d'heure. Les deux derniers vainqueurs du Tour, Ottavio Bottecchia (1924 et 1925) et Lucien Buysse (1926), ne sont pas présents cette année-là. Le premier a été assassiné le mois précédent, et le constructeur qui emploie Buysse, Automoto, ne participe pas à ce Tour. Durant les dix premiers jours de course, Francis Pélissier, Ferdinand Le Drogo et Hector Martin se succèdent à la tête du classement général. Lors de l'étape Bayonne-Luchon, Hector Martin perd plus de deux heures et Gaston Rebry, troisième du classement général, plus de trois heures. Le vainqueur de l'étape, le Luxembourgeois Nicolas Frantz, s'empare du maillot jaune et Maurice De Waele, quatrième de l'étape, se hisse à la deuxième place. Maurice De Waele gagne la treizième étape à Marseille. Le classement général reste le même jusqu'à l'arrivée du Tour à Paris : Frantz l'emporte avec une heure et 48 minutes d'avance sur De Waele.
Malgré les défauts constatés, Desgrange conserve lors du Tour de France 1928 la formule inaugurée l'année précédente : 15 des 22 étapes sont disputées avec départs séparés des équipes, ce qui favorise les équipes importantes, comme l'équipe Alcyon dont sont membres Maurice De Waele et Nicolas Frantz. Ce dernier gagne la première étape et garde le maillot jaune du début à la fin de la course. Maurice De Waele gagne la huitième étape à Hendaye et la vingtième à Malo-les-Bains, et termine ce Tour de France à la troisième place du classement général, derrière Frantz et André Leducq, également membre d'Alcyon,. En août, il remporte le Tour du Pays basque.
En 1929, Henri Desgrange revient sur la formule des départs séparés : le Tour de France est de nouveau disputé individuellement, l'entraide entre coureurs est interdite. Maurice De Waele prend une première fois le maillot jaune à Brest, à l'issue de la quatrième étape. Il le perd trois jours plus tard à Bordeaux, où trois coureurs prennent la première place du classement général. Lors de la dixième étape, Victor Fontan, nouveau maillot jaune, abandonne après une chute. De Waele reprend la première place. Malade, il bénéficie alors de l'aide des autres coureurs d'Alcyon qui bloquent la course et l'accompagnent pour favoriser sa victoire, malgré le règlement. Des coureurs « isolés » et des adversaires sont également sollicités. De Waele gagne une étape à Malo-les-Bains et remporte le Tour. Le déroulement de la course fait dire à Henri Desgrange : « On fait gagner un cadavre ! Comment un Maillot Jaune aussi facile à dépouiller a-t-il pu conserver la première place ? ». Après plusieurs éditions et des changements de formules qui ont dégradé l'image du Tour (« l'époque la plus ténébreuse du Tour » pour Pierre Chany), celui-ci, ainsi que son règlement, qui interdit l'entraide, sont définitivement discrédités,. Durant cette saison, Maurice De Waele remporte pour la deuxième fois le Tour du Pays basque.
En 1930, Desgrange bouleverse le mode de participation au Tour de France. Les marques de cycles sont supprimées. Désormais, les coureurs contractent directement avec le Tour et sont regroupés par équipes nationales. Pour cette édition de 1930, cinq équipes nationales sont présentes, dont une Belge. Maurice De Waele n'en fait cependant pas partie, sa participation ayant été refusée par Desgrange.
En 1931, Maurice De Waele participe à son quatrième et dernier Tour de France, avec l'équipe de Belgique. Il le termine à la cinquième place du classement général. En août, il participe au championnat du monde sur route à Copenhague et en prend la neuvième place. Il remporte le Tour de Belgique durant cette année.

## Palmarès

### Palmarès en indépendant
- 1921
  - Tour de Belgique indépendants
- 1922
  -  Champion de Belgique de cyclo-cross
  - Bruxelles-Luxembourg-Mondorf
  - Bruxelles-Liège
  - 3e étape du Tour de Belgique indépendants
  - 2e du championnat de Belgique des indépendants
  - 2e du Tour de Belgique indépendants
  - 2e des Trois villes sœurs
  - 3e du Grand Prix François-Faber

### Palmarès professionnel
| - 1923 - Le Havre-Rouen-Le Havre : - Classement général - 2e étape - Arlon-Oostende - 2e de Paris-Bruxelles - 2e du championnat de Belgique sur route - 2e du Grand Prix de l'Escaut - 3e du championnat de Belgique de cyclo-cross - 1924 - Circuit des villes d'eaux d'Auvergne : - Classement général - 1 étape - Grand Prix Alceida : - Classement général - 1 étape - 2e étape du Tour de Belgique - 2e du championnat de Belgique de cyclo-cross - 2e des Trois villes sœurs - 2e de Paris-Saint-Étienne - 3e du Championnat des Flandres - 6e de Liège-Bastogne-Liège - 6e de Paris-Bruxelles - 7e de Paris-Roubaix - 8e du Tour des Flandres - 1925 - Champion de Flandre orientale - 2e du Tour de Belgique - 2e du Championnat des Flandres - 6e du Tour des Flandres - 7e de Paris-Roubaix - 1926 - Paris-Menin - Critérium du Midi - Circuit Vosges-Alsace - Saint-Brieuc-Brest-Saint-Brieuc - Grand Prix Alceida - 2e de Paris-Saint-Étienne - 3e de Paris-Longwy - 6e de Paris-Bruxelles | - 1927 - Paris-Menin - 2e et 13e étapes du Tour de France - 2e du Tour de France - 3e du Tour des Flandres - 3e de Paris-Bruxelles - 1928 - Tour du Pays basque : - Classement général - 2e étape - 8e et 20e étapes du Tour de France - 2e de Bordeaux-Paris - 3e du Tour de France - 6e de Paris-Bruxelles - 1929 - Tour de France : - Classement général - 20e étape - Tour du Pays basque : - Classement général - 3e étape - 4e étape du Tour de Belgique - 2e de Paris-Bruxelles - 2e du Tour de Belgique - 3e du Championnat des Flandres - 1930 - Circuit de Belgique - Circuit des Vosges - 3e du Circuit du Morbihan - 4e du Tour des Flandres - 6e de Paris-Roubaix - 1931 - Tour de Belgique : - Classement général - 2e étape - 5e du Tour de France - 9e du championnat du monde sur route |  |

### Résultats sur les grands tours

#### Tour de France
4 participations
- 1927 : 2e, vainqueur des 2e (contre-la-montre) et 13e étapes
- 1928 : 3e, vainqueur des 8e et 20e étapes (2 contre-la-montre)
- 1929 :  Vainqueur du classement général, vainqueur de la 20e étape (contre-la-montre),  maillot jaune pendant 16 jours
- 1931 : 5e